# Husøy (Senja)
Husøy este o localitate din comuna Lenvik, provincia Troms, Norvegia, cu o suprafață de 0,12 km² și o populație de 274 locuitori (2013).